# Reserva de la Biosfera del Pinacate i el Gran Desert d'Altar
La Reserva de la Biosfera del Pinacate i el Gran Desert d'Altar, popularment coneguda amb el nom del Pinacate, és una reserva de la biosfera gestionada per la Secretaria de Medi Ambient i Recursos Naturals (SEMARNAT), depenent del Govern Federal mexicà, i amb la col·laboració del govern de l'estat de Sonora.Està inscrita a la llista del Patrimoni de la Humanitat des del 2013.
La reserva, que comprèn 715.000 hectàrees, està situada al nord-oest de Mèxic, al nord de l'estat de Sonora i en la zona de confluència amb l'estat de la Baixa Califòrnia, en una zona de clima desèrtic extrem. Els límits d'aquesta àrea protegida són força clars des d'un punt de vista geogràfic: En direcció al nord, limita amb l'estat nord-americà d'Arizona; al sud, amb el Mar de Cortés i la ciutat costanera de Puerto Peñasco; a l'est, amb el desert estepari del nord de Sonora i, a l'oest, amb el límit administratiu entre els estats de Sonora i la Baixa Califòrnia.
Aquesta zona protegida és una de les formacions geològiques més visibles des de l'espai de tot el continent americà i presenta similituds paisatgístiques amb el relleu llunar. Configura un sistema volcànic amb cràters molt ben definits, sobretot el cràter de l'Elegante, el més gran, amb 1 km de diàmetre i 300 m de profunditat, i d'altres menys perfectes però no per això mancats d'interès, com el del Colorado, el Badillo, el Carnegie, entre altres menors.
El topònim Pinacate prové de la llengua nàhuatl (pinacatl) i fa referència a un escarabat endèmic d'aquesta regió natural.
L'activitat volcànica ha estat poc significativa els darrers 4 milions d'anys. S'ha calculat que l'activitat més important va tenir lloc fa uns 11.000 anys. El pare Eusebio Kino, fundador de la Missió de Sant Javier del Bac al sud de Tucson (Arizona), va visitar l'indret el 1698 i hi va tornar en nombroses ocasions.
La reserva compta amb un centre d'interpretació i un itinerari circular d'uns 80 km a través d'una pista de terra i sorra en bones condicions que permet accedir en vehicle a bona part del parc i visitar el cràter principal de l'Elegante i alguns de secundaris. Algunes zones resulten del tot inaccessibles per al trànsit rodat convencional. La reserva disposa també d'una zona d'acampada. Es recomana visitar El Pinacate i el desert de dunes d'Altar a l'hivern boreal, donades les condiciones climatològiques extremes durant els mesos d'estiu, on la temperatura depassa sovint els 50 °C.